# Émeutes de 1968 à Chicago
Les émeutes de 1968 à Chicago (en anglais 1968 Chicago riots) désignent des émeutes qui se produisirent le 5 avril à Chicago, dans l'État de l'Illinois, aux États-Unis. Les troubles commencèrent à la suite de l'assassinat de Martin Luther King Jr. (le 4 avril 1968) lorsque des émeutes éclatèrent dans les ghettos afro-américains des quartiers ouest (West Side) et des quartiers sud (South Side) sur environ 28 blocs situés autour de West Madison Street. Elles causèrent la mort de onze personnes (toutes noires) tandis que plus de cinq cents personnes furent blessées.

## Déroulement
Entre le 5 avril et le 7 avril 1968, des émeutes éclatèrent à la suite de l'assassinat de Martin Luther King Jr.. Comme dans 125 autres villes à travers les États-Unis, Chicago fut la proie aux pillages, aux agressions et aux incendies criminels qui eurent principalement lieu dans le corridor situé entre Roosevelt Road au sud et Chicago Avenue au nord.
Le lendemain, le maire de Chicago Richard Daley imposa un couvre-feu sur toute personne de moins de 21 ans et fit fermer les rues à la circulation automobile. Il interdit la vente d'armes, de munitions et de matières inflammables. Environ 10 500 policiers de Chicago furent envoyés pour protéger les pompiers de Chicago dans les quartiers ouest et sud, bientôt rejoints par 6 700 gardes nationaux de l'État de l'Illinois.
Après que le président des États-Unis Lyndon B. Johnson eut envoyé plus de 5 000 soldats qui se déployèrent à travers les quartiers touchés, le général déclara que personne, pas même les résidents, ne serait autorisé à se rassembler dans les zones anti-émeutes. Il ordonna à ses troupes d'utiliser des gaz lacrymogènes contre les pillards. Le maire Daley donna l'ordre à la police de Chicago de tirer pour tuer ceux qui s'apprêteraient à allumer un incendie criminel, et de tirer en l'air pour effrayer les individus s'adonnant à des pillages ou agressions. En mars de cette même année, Johnson retira sa candidature dans l'élection présidentielle de 1968 (l'une des deux plus serrées de l'histoire) malgré le raz-de-marée dont il bénéficia à la présente, gagnant par le score les plus élevé de l'histoire de l'après-guerre.
Il fallut deux jours aux autorités pour rétablir l'ordre, même si certaines bandes de jeunes continuèrent à piller et incendier. On recensa plus de 130 incendies (commerces, véhicules, poubelles…). Onze personnes (toutes noires) trouvèrent la mort et plus de cinq cents personnes furent blessées. Près de trois mille personnes furent arrêtées. De nombreux bâtiments furent totalement incendiés, d'autres furent très endommagés, certains allant jusqu'à s'effondrer. Les dégâts sur les 210 bâtiments endommagés furent évalués à environ 10 millions de dollars. Les lignes électriques et les lignes téléphoniques furent coupées. Au moins un millier de personnes se retrouvèrent sans-abri.
Les destructions se concentrèrent principalement dans les quartiers ouest (West Side), bien que certains quartiers du sud de la ville (South Side) furent aussi embrasés. Si les quartiers sud ne furent pas totalement ravagés, c'est en partie dû au fait que deux grands gangs de rue bien organisés, les Blackstone Rangers et les East Side Disciples, surent garder le contrôle des quartiers. Leurs leaders ne voulurent pas les voir totalement dévastés et ruinés.

## Nouvelles émeutes en août
En août de la même année, Chicago fut le théâtre de nouvelles émeutes (en), lors de la convention démocrate de 1968 qui écarta le candidat anti-guerre Eugene McCarthy au profit d'Hubert Humphrey. Les agents de police de Chicago et les soldats de la Garde nationale réagirent et des affrontements entre policiers et jeunes « Yippies » (des membres du Youth International Party) se produisirent, entraînant 668 arrestations et une couverture médiatique négative pour Chicago et son département de police. 192 policiers furent blessés, dont 49 durent être hospitalisés. Une personne fut tuée.
À la suite de ces émeutes, Chicago connut une pénurie alimentaire, et les besoins de la ville furent à peine satisfaits par des bénévoles apportant de la nourriture dans la région. Les résultats qui en découlèrent furent l'accélération de la désindustrialisation en cours dans la région et le désinvestissement public et privé[réf. nécessaire]. Des bulldozers intervinrent pour déblayer les bâtiments en ruines causés par les émeutiers, laissant derrière eux des terrains vacants, dont beaucoup demeurent encore aujourd'hui.